# Nigel Scullion
Nigel Gregory Scullion (ur. 4 maja 1956 w Londynie) – australijski polityk, na szczeblu terytorialnym będący członkiem Country Liberal Party (CLP), zaś w parlamencie federalnym należący do Narodowej Partii Australii (NPA). Od 2001 senator z Terytorium Północnego, od 2013 minister ds. ludności rdzennej.

## Życiorys

### Młodość i praca zawodowa
Dorastał w Wielkiej Brytanii, Malezji i Malawi. W Australii mieszka od czasów szkoły średniej. W 1985 osiadł w Terytorium Północnym. Przez pierwsze sześć lat mieszkał na Ziemi Arnhema, następnie w 1991 przeniósł się do Darwin. Pracował w takich branżach jak górnictwo, rybołówstwo, ratownictwo morskie, ochrona i budownictwo.

### Kariera polityczna
W 2001 został wybrany do Senatu Australii jako kandydat CLP, której członkowie w parlamencie federalnym nie tworzą własnej frakcji, lecz przyłączają się do klubów NPA albo LPA. We wszystkich kolejnych wyborach parlamentarnych uzyskiwał reelekcję. W styczniu 2007 wszedł do szerokiego składu rządu jako minister służb społecznych (community services), ale jeszcze w tym samym roku wraz z całą Koalicją przeszedł do opozycji. W latach 2007−2013 był zastępcą federalnego lidera NPA, a dodatkowo w latach 2007−2008 liderem tej partii w Senacie.
We wrześniu 2013 wszedł do gabinetu Tony’ego Abbotta jako minister ds. ludności rdzennej. W tym samym miesiącu stracił stanowisko wicelidera NPA, ale powrócił na urząd senackiego przywódcy tej partii. Zachował swoje stanowisko ministerialne również w utworzonym we wrześniu 2015 gabinecie Malcolma Turnbulla.